# 편해준
편해준(1997년 1월 23일 ~)은 대한민국의 배우다.

## 방송
- 히든싱어 시즌 6 (2020) - 장범준편 우승, 왕중왕전 준우승(해당 프로 출연 당시에는 일반인 신분이었다.)
- 설강화 : snowdrop (2021)
- 약한영웅 Class 1 (2022)
- 나의 해피엔드 (2023.12.~2024.2.25)
- 더 딴따라 (2024) - 6위

## 영화
- 방공호 - 주연
- 블랙아웃 - 주연